# Estação LORAN de Santa Maria

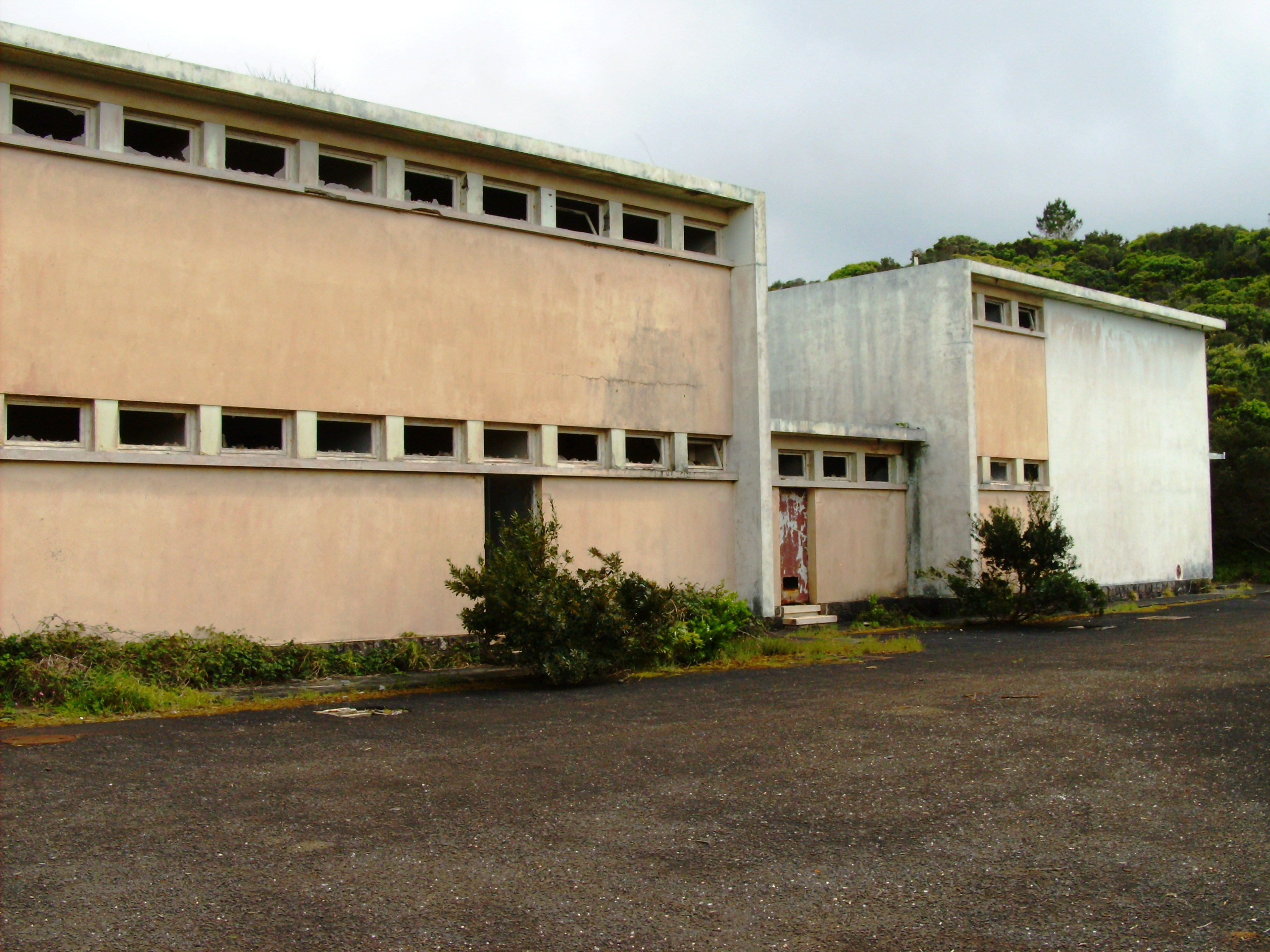
Estação LORAN, Ilha de Santa Maria: edifício de serviços.

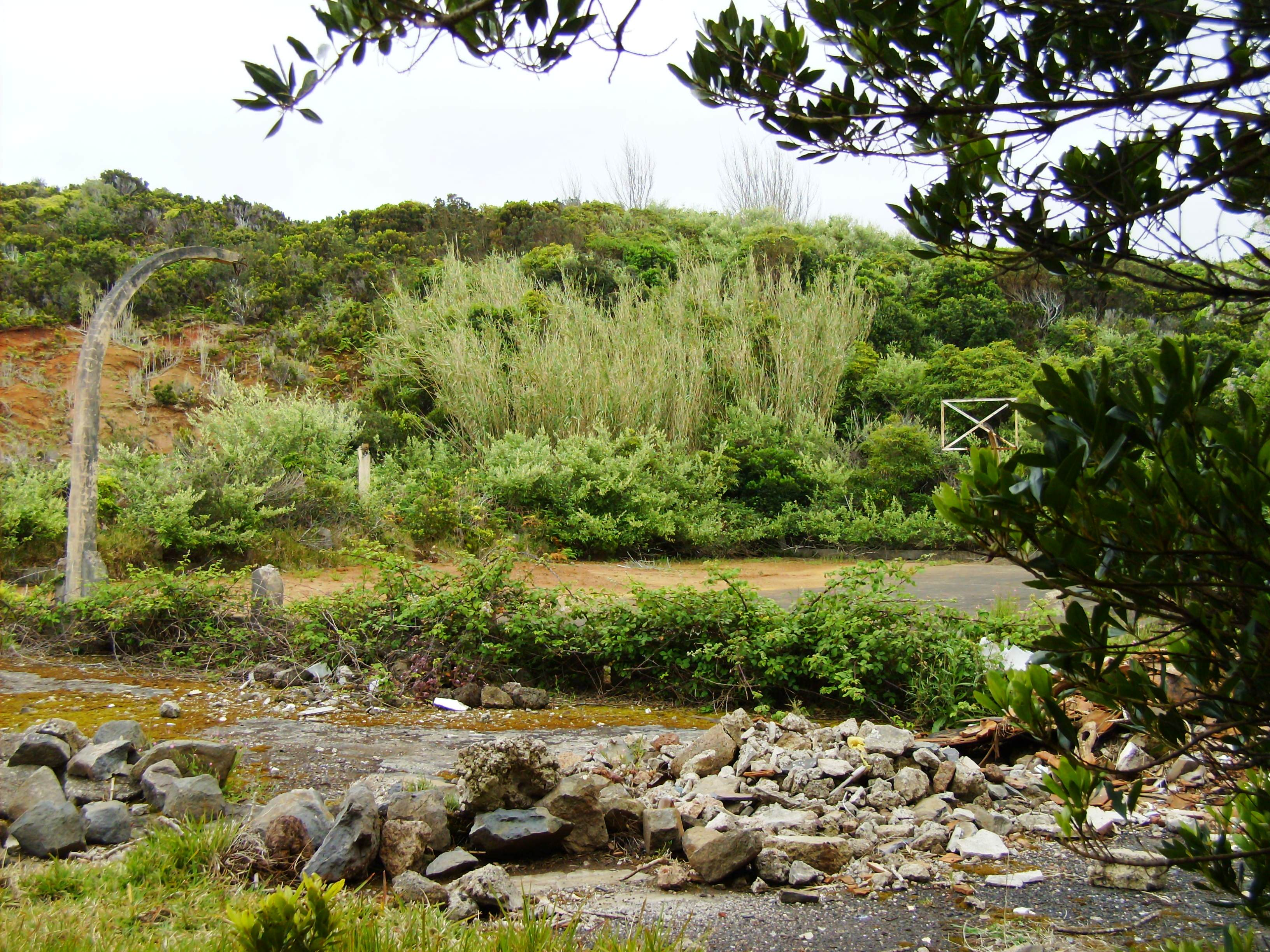
Estação LORAN, Ilha de Santa Maria: antigo campo desportivo.

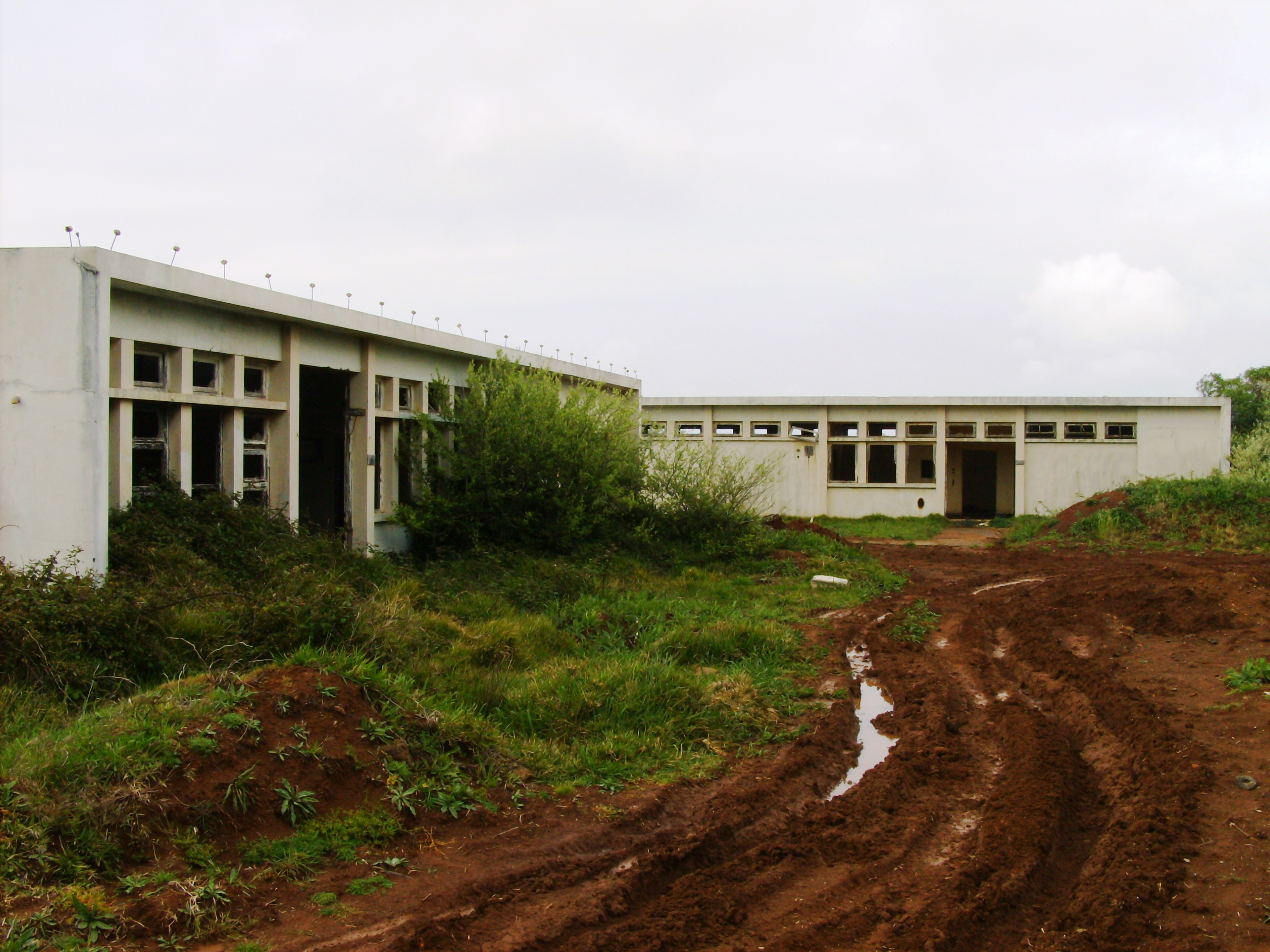
Estação LORAN, Ilha de Santa Maria: edifícios dos geradores e das oficinas.

A Estação LORAN de Santa Maria localiza-se no lugar do Norte, na freguesia de Santa Bárbara, concelho da Vila do Porto, na ilha de Santa Maria, nos Açores.

## História
Trata-se de uma antiga estação integrante da cadeia NATO-D do sistema LORAN-A, operada pela Marinha Portuguesa entre 1965 e 31 de Dezembro de 1977. A cadeia iniciava-se na Estação LORAN de Sagres, prolongando-se até à estação de Santa Maria (STA "I" - Estação I) que, por sua vez operava como "master" dos prolongamentos até à Estação LORAN das Flores (STA "F" - Estação F, ramo 1S7), e à Estação LORAN de Porto Santo (STA "P" - Estação P, ramo 1S6).
Após o seu encerramento (30 de junho de 1978), o Governo Regional manteve vigilantes nas instalações. Em meados da década de 1980, tendo cessado a mesma, o complexo foi saqueado e encontra-se atualmente em ruínas, degradado e recoberto pela vegetação.
Os imóveis e os terrenos onde se implantam pertencem à República Portuguesa através da Marinha Portuguesa e à OTAN através do COMIBERLANT, sendo seus fiéis depositários o Governo Regional e a Câmara Municipal de Vila do Porto.

## Características
Trata-se de um conjunto de edifícios e respectivos arranjos exteriores, integrado por um edifício de serviços, uma garagem, grupos de habitações em banda ou simplesmente geminadas, todas de um só pavimento, e, mais afastados, os edifícios de oficinas e de geradores.
O tratamento dos espaços exteriores incluía extensões relvadas e, na parte posterior das casas, quintais individuais.
Junto ao edifício de serviços encontra-se um campo desportivo.